# 1887 год в кино

## Событие
?? ??? — Луи Лепренс стал режиссёром фильма «Человек, поворачивающий за угол».

## Фильм
- «Человек, поворачивающий за угол» (англ. Man Walking Around A Corner), Франция (реж. Луи Лепренс)